# Kristian Jeppesen
Kristian Knud Jeppesen (20. december 1924 - 14. november 2014) var en dansk arkæolog og professor i klassisk arkæologi ved Aarhus Universitet 1958-91. 
Han deltog i flere udgravninger i Mellemøsten og Middelhavsområdet, han ledede udgravningerne i Mausoleet i Halikarnassos i Tyrkiet 1966-77. 